# Џон Серл
Џон Роџерс Серл (енг. John Rogers Searle; IPA:; 31. јул 1932) је амерички филозоф и професор филозофије на Универзитету Беркли. Познат је по доприносу филозофији језика, филозофији свести и социјалној филозофији. На Берклију предаје од 1959. Године 2000. добио је Награду Жан Никод, 2004. Националну хуманитарну медаљу; а 2006. награду Ум и мозак. Међу његовим значајним концептима је кинеска соба, аргумент против "јаке" вештачке интелигенције.

## Образовање
Серлов отац је био инжењер електротехнике, а његова мајка је била лекар. Серл је започео образовање у колеџу на Универзитету Висконсин-Медисон, где је добио Роудс стипендију да студира на Универзитету у Оксфорду. На Оксфорду је дипломирао, завршо мастер и докторирао филозофију. Има пет почасних доктората из четири различите земаље и такође је гостујући професор Универзитета Цинг Хуа у Кини.